# Лангли (Вирџинија)
Лангли (енгл. Langley) некорпоративна је заједница у пописном мјесту Маклин у округу Ферфакс у савезној држави Вирџинији. Лангли се често користи као метоним за Централну обавјештајну агенцију (ЦИА), пошто је дом за њено сједиште, Центар за обавјештајни рад Џорџ Буш. Земља коју данас чини Лангли некада је припадала Томасу Лију, бившем крунском гувернеру Колоније Вирџиније од 1749. до 1750. године. Лијева земља је име добила у част дворане Лангли, која је била дио имања Лијевих у Шропширу у Енглеској. Године 1839, 283 хектара земљишта купио је Бенџамин Макол од породице Ли, док је име остало.
Заједница је у суштини апсорбована у Маклин прије много година, мада још увијек постоји средња школа Лангли.